# الحافة (ذي السفال)

تعديل مصدري - تعديل

الحافة محلة تابعة لقرية الدلو، التابعة لعزلة العداني بمديرية ذي السفال إحدى مديريات محافظة إب في الجمهورية اليمنية، بلغ تعداد سكانها 105 حسب تعداد اليمن لعام 2004.